# ساری قلعه
ساری قلعه مربوط به دوره اشکانیان - دوره ساسانیان است و در شهرستان میانه، بخش مرکزی، دهستان گرمی جنوبی، ۱/۵ کیلومتری جنوب شرقی روستای دوه داشی واقع شده و این اثر در تاریخ ۲۷ اسفند ۱۳۸۶ با شمارهٔ ثبت ۲۲۷۱۷ به‌عنوان یکی از آثار ملی ایران به ثبت رسیده است.